# أوديسا تورنر
أوديسا تورنر (بالإنجليزية: Odessa Turner)‏ هو لاعب كرة قدم أمريكية أمريكي، ولد في 12 أكتوبر 1964 في مونرو في الولايات المتحدة.

## وصلات خارجية
- أوديسا تورنر على موقع مرجع كرة القدم المحترفة.كوم (الإنجليزية)